# 1325
Năm 1325 (Số La Mã: MCCCXXV) là một năm thường bắt đầu vào thứ Ba  trong lịch Julius.

## Sự kiện
- Ibn Battuta bắt đầu chuyến đi của ông.
- Mansa Musa hoàn thành cuộc hành hương của ông đến Mecca.